# Gele hommelroofvlieg
De gele hommelroofvlieg (Laphria flava) is een vliegensoort uit de familie van de roofvliegen (Asilidae). De wetenschappelijke naam van de soort is gepubliceerd in 1761 door Linnaeus.